# Nivenia concinna
Nivenia concinna är en irisväxtart som beskrevs av Nicholas Edward Brown. Nivenia concinna ingår i släktet Nivenia och familjen irisväxter. Inga underarter finns listade i Catalogue of Life.